# Église Saint-Cantien-et-Compagnons de Škocjan
L'église Saint-Cantien-et-Compagnons (slovène : cerkev sv. Kancijana in tovarišev) est un édifice religieux catholique situé à Škocjan, en Slovénie.

## Histoire
L'édifice médiéval initial est agrandi entre 1630 et 1644. Il est baroquisé entre 1777 et 1782. Au XIXe siècle, plusieurs peintures sont réalisées et l'orgue est enfin ajouté en 1904.